# MS Normac
Le MS Normac était un ancien restaurant-flottant qui avait été lancé comme bateau-pompe nommé James R. Elliot. Repris par la Owen Sound Transportation Company (en) établie à Owen Sound en Ontario (Canada) il a été exploité, sous le nom de MS Normac, comme traversier de passagers canadiens et véhicules.

## Historique
Le navire a été construit à la Jenks Shipbuilding Company à Port Huron dans le Michiganen 1902.
Après avoir perdu son utilité comme bateau-pompe pour le Detroit Fire Departement, il a été vendu en 1930 à la Owen Sound Transportation Company Limited. A cette époque, il a été reconverti à la Georgian Bay Shipbuilding Company à Midland en tant que cargo et navire à passagers. 
En 1931, le navire a été rebaptisé Normac, qui était l'homonyme du capitaine «Norman Mckay», fondateur et directeur général d'Owen Sound Transportation Company Limited, qui fonctionne toujours aujourd'hui. Mckay était le capitaine du navire amiral de la compagnie, le SS Manitoulin (en).
Le Normaca principalement emprunté la route de son port d'attache d'Owen Sound à Sault-Sainte-Marie via Killarney et le chenal Nord, à partir du 16 juillet 1931. À partir de 1932, il a été transféré sur la route de l'île Manitoulin à Tobermory et, plus tard, sur cette même route avec le SS Norisle. Après que le MS Norgoma  ait été converti au carburant diesel et placé sur la route de Tobermory, en 1964, le Normac a pris le rôle de traversier automobile à travers le chenal Nord de Meldrum Bay à Blind River et Cockburn Island, une partie de sa course originale d'Owen Sound. Normac est resté sur cette voie jusqu'à la fin de la saison 1968 lorsqu'il a pris sa retraite. Il a été vendu à Donald F. Lee de Port Lambton et a déménagé d'Owen Sound à Wallaceburg où il a passé l'hiver.
Il fut ensuite vendu en 1969 à John Letnik et transformé en Captain John's Harbour Boat Restaurant (en), un restaurant flottant dans le port de Toronto. Le Normac est arrivé à Toronto et a été repeint tout en blanc. Peu de temps après, la coque en acier a été repeinte en rouge vif, pour la rendre plus visible depuis la rue. Amarré en permanence au pied de la rue Yonge, il a été gravement endommagé en 1981 lorsque le traversier PS Trillium (en) du Toronto Island ferries (en) l'a heurté, causant une lente fuite et son naufrage deux semaines plus tard . 
Le Normac a été renfloué en 1986 et rénové pour servir de restaurant flottant dans d'autres communautés. Avec ses salles d'état au milieu du navire enlevées, elle a servi de Tokyo Joe's Marina Bar and Grill, un restaurant flottant et un bar à cocktails à Port Dalhousie, Ontario jusqu'à ce qu'il soit détruit par le feu en 2011. Il a été restauré et est devenu le Riverboat Mexican Grill. Le navire maintenant inactif reste amarré à Port Dalhousie.